# Notre-Dame-de-l’Assomption (Ciel)

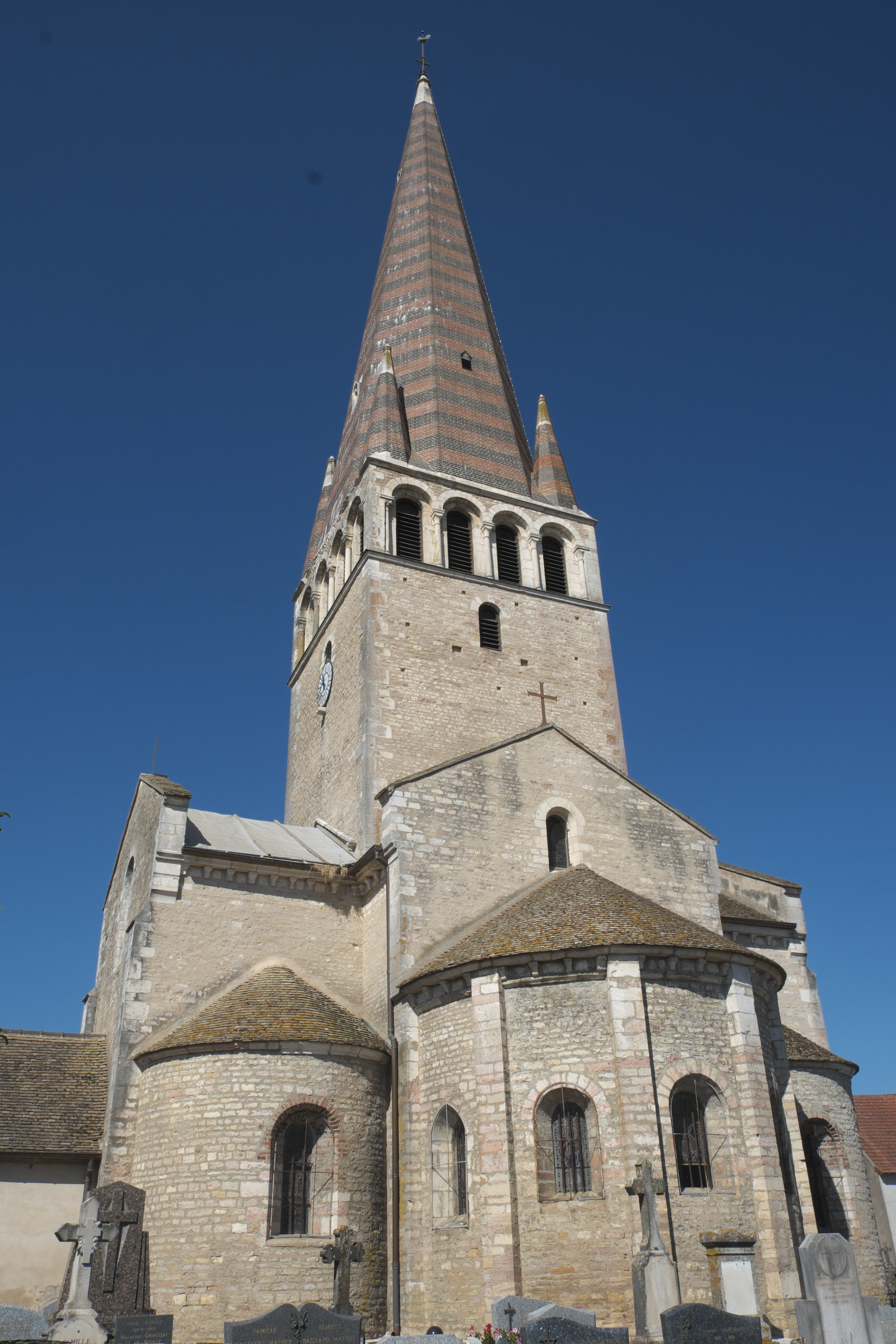
Kirche Notre-Dame-de-l’Assomption

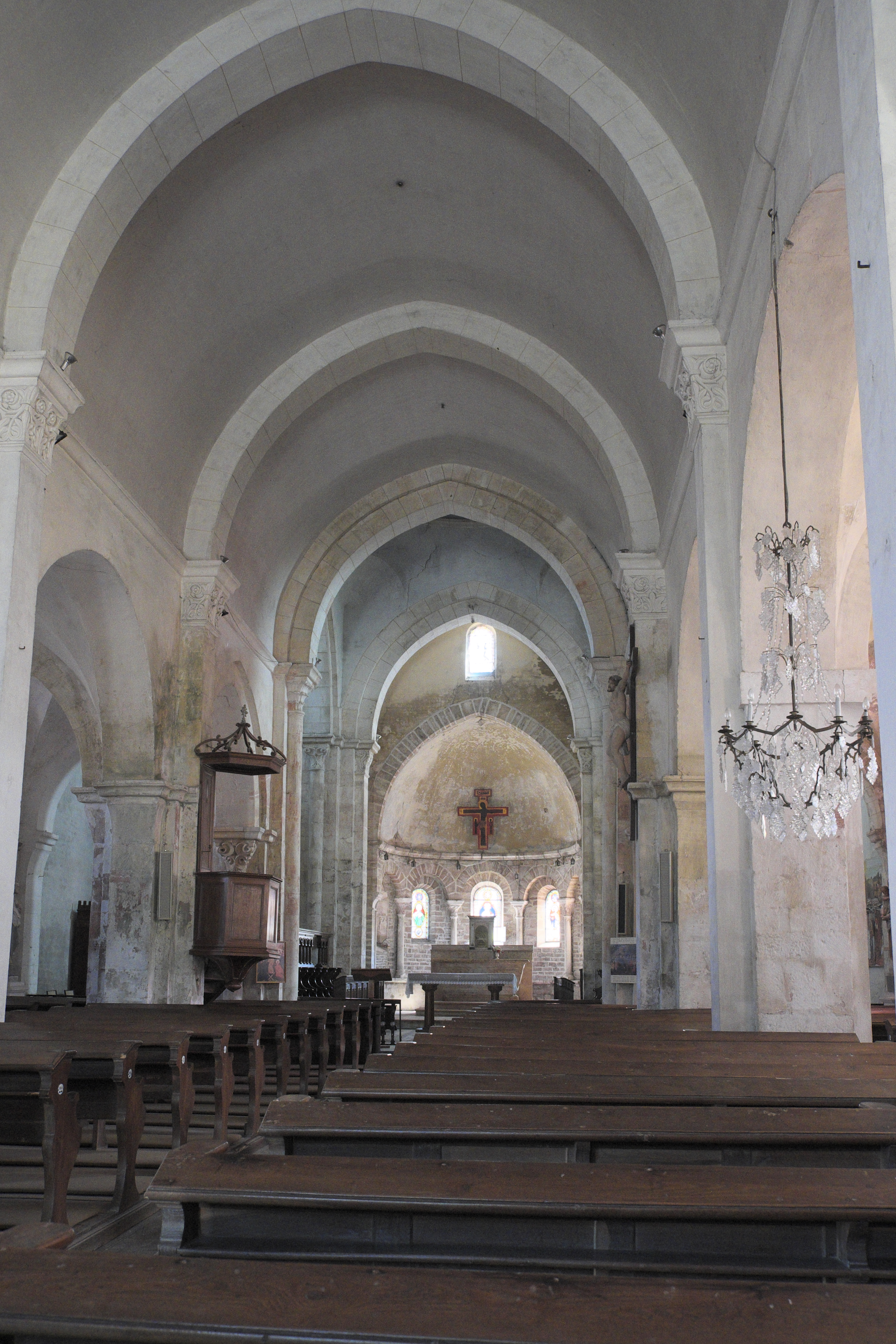
Innenansicht, Blick zum Chor

Die katholische Pfarrkirche Notre-Dame-de-l’Assomption (Mariä Himmelfahrt) in Ciel, einer Gemeinde im Département Saône-et-Loire der französischen Region Bourgogne-Franche-Comté, wurde im 12. Jahrhundert im Stil der Romanik errichtet. Die Kirche, die in der Mitte des Friedhofs steht, wurde im Jahr 1926 als Monument historique in die Liste der Baudenkmäler (Base Mérimée) in Frankreich aufgenommen.

## Architektur

### Außenbau
Über der Vierung erhebt sich der Glockenturm, der im Obergeschoss von vier rundbogigen Klangarkaden durchbrochen wird, die auf schlanken Säulen mit schlichten Kapitellen aufliegen. Der Turm wird von einer achteckigen Spitze und kleinen Ecktürmen bekrönt, die mit glasierten, in schwarzen und roten Streifen angeordneten Ziegeln gedeckt sind. Die Hauptapsis und das Querhaus, das nicht über das Langhaus hinausragt, werden durch schmale Strebepfeiler verstärkt, unter ihrem Dachansatz verläuft ein Gesims, das mit Kragsteinen besetzt ist.

### Innenraum
Das dreischiffige Langhaus ist in fünf Joche gegliedert. Das Hauptschiff wird von einer Spitztonne gedeckt, deren Gurtbögen auf Pilastern mit Kapitellen ruhen, die mit identischen Blatt- und Blütenmotiven verziert sind. Die Seitenschiffe besitzen Kreuzgratgewölbe.
Das fünfte Joch, das Querhaus und der Chor sind die ältesten Teile der Kirche. Die Querhausarme werden von Quertonnen überwölbt, die Vierung wird von einer Trompenkuppel überspannt. Den Pfeilern der Vierung sind eingestellte Säulen vorgelagert, deren Kapitelle wie die der Säulen der Arkaden des fünften Jochs und der Blendarkaden im Chor mit unterschiedlichen Blattmotiven skulptiert sind. An die beiden Arme des Querhauses schließen sich im Osten kleine halbrunde Apsiden an.
Der einjochige Chor mündet ebenfalls in eine halbrunde, größere Hauptapsis. Sie wird von fünf Rundbogenfenstern durchbrochen und wie die seitlichen Apsiden von einer Kalotte überwölbt.

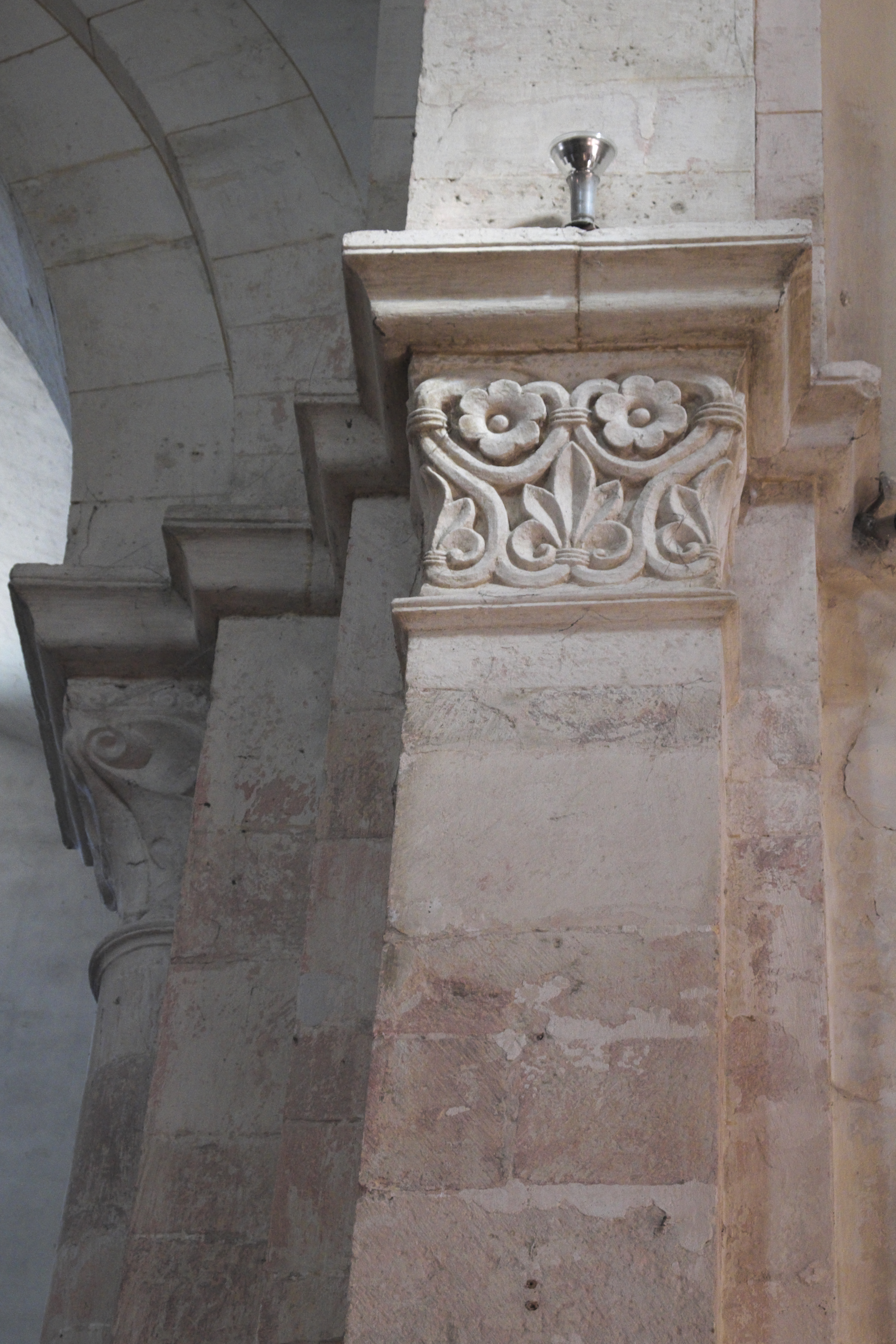
Kapitell im Langhaus
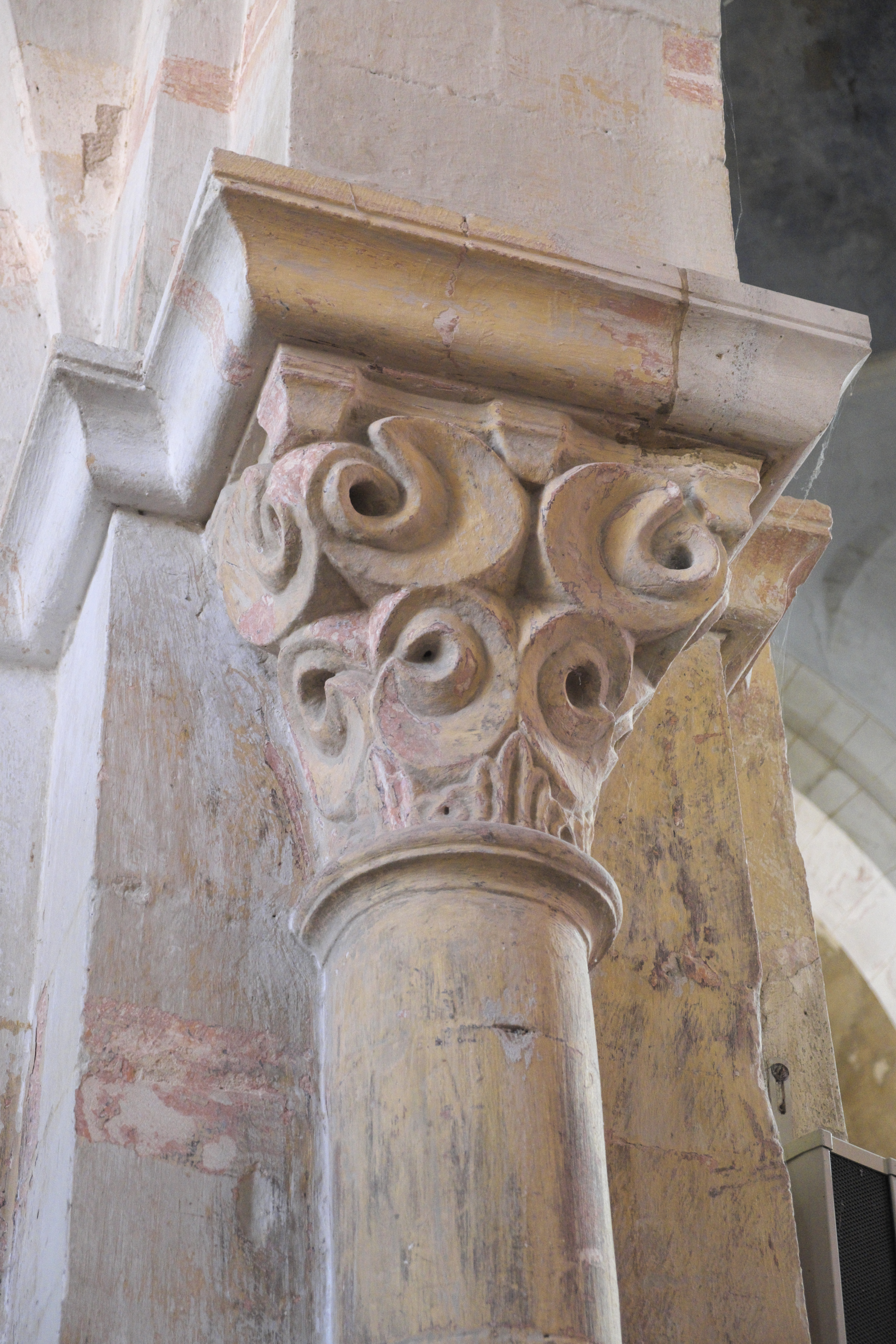
Kapitell unter der Vierung
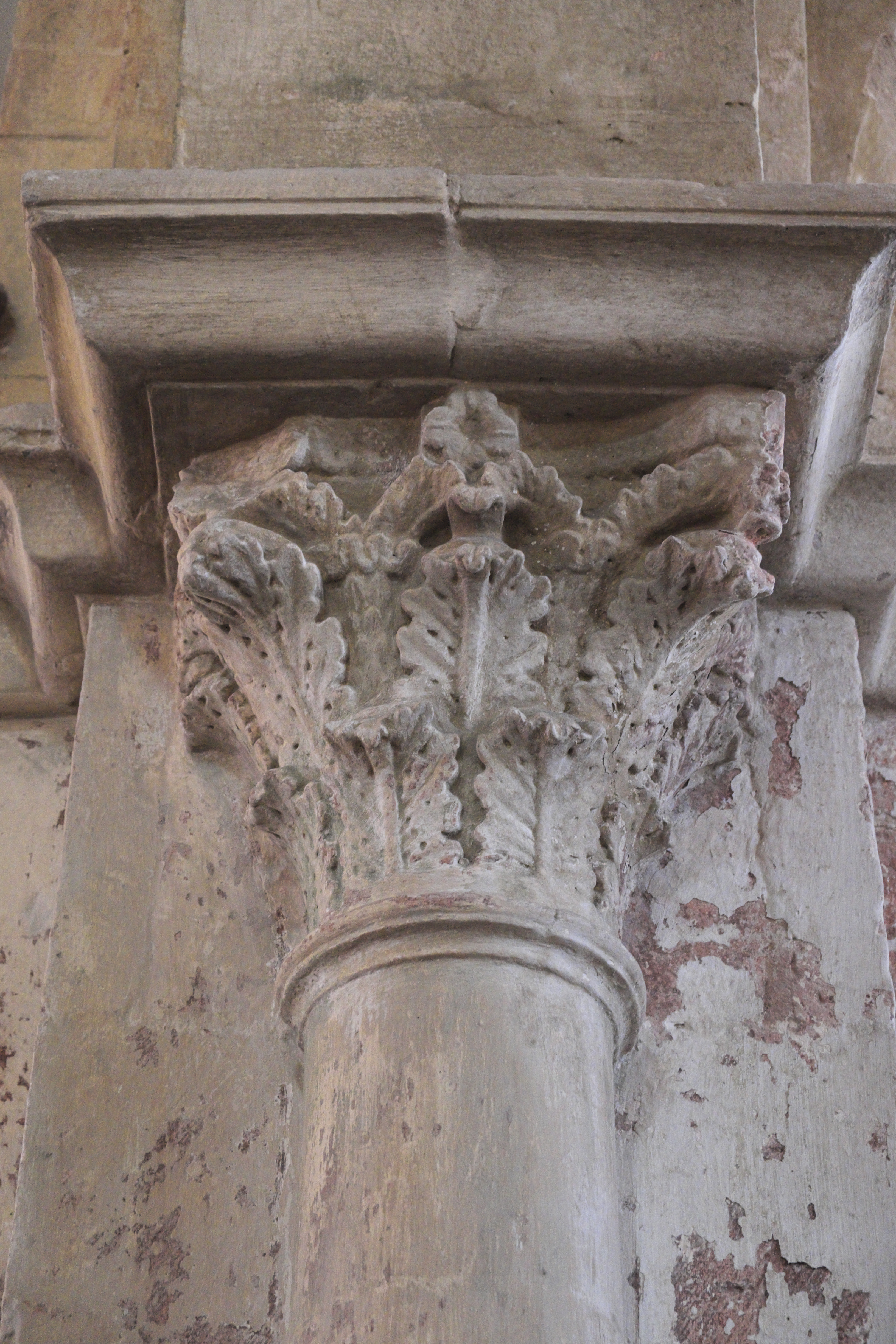
Kapitell unter der Vierung
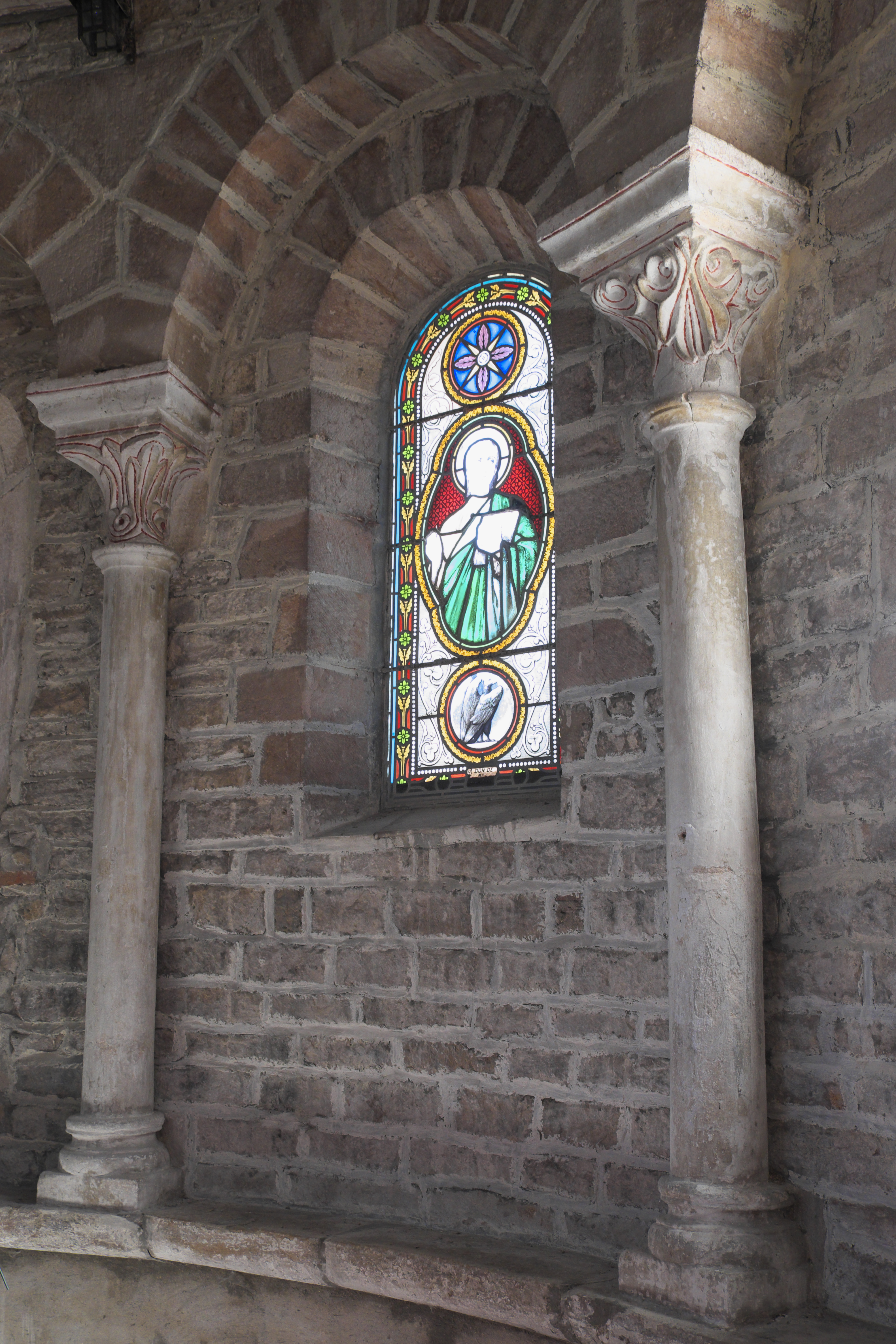
Blendarkaden und Kapitelle in der Apsis

## Bleiglasfenster
Die Bleiglasfenster der Kirche wurden zwischen 1871 und 1879 von Joseph Besnard in Chalon-sur-Saône geschaffen. Sie sind mit den Inschriften der Stifter und zum Teil mit der Signatur des Glasmalers versehen Auf ihnen sind Heilige wie die heilige Helena, die heilige Philomena, der Apostel Petrus, die Evangelisten mit ihren Symbolen, die Unterweisung Mariens und Margareta Maria Alacoque mit dem Herzen Jesu dargestellt. Das Fenster mit der Darstellung Unserer Lieben Frau von Lourdes wurde 1944 erneuert.

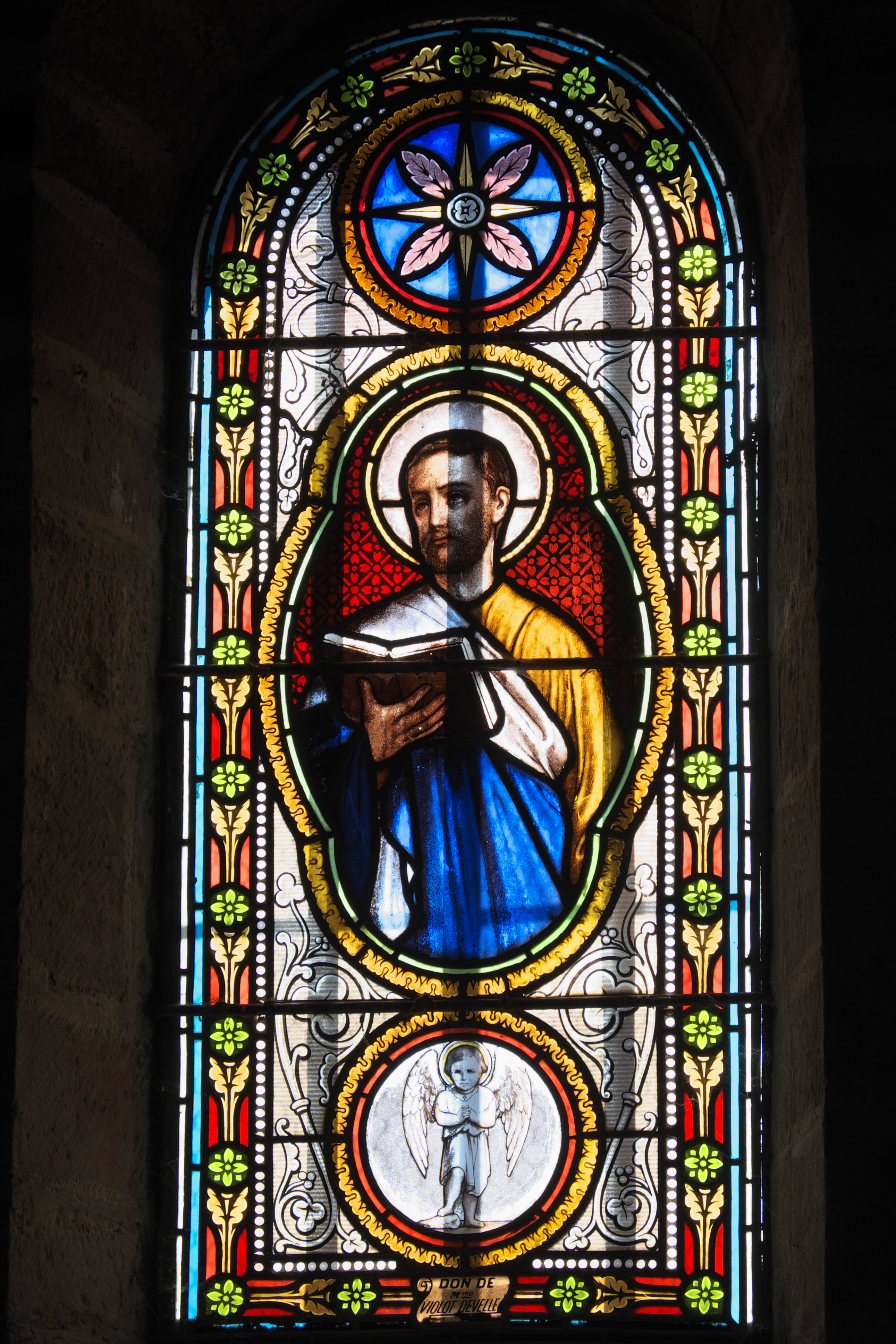
Evangelist Matthäus
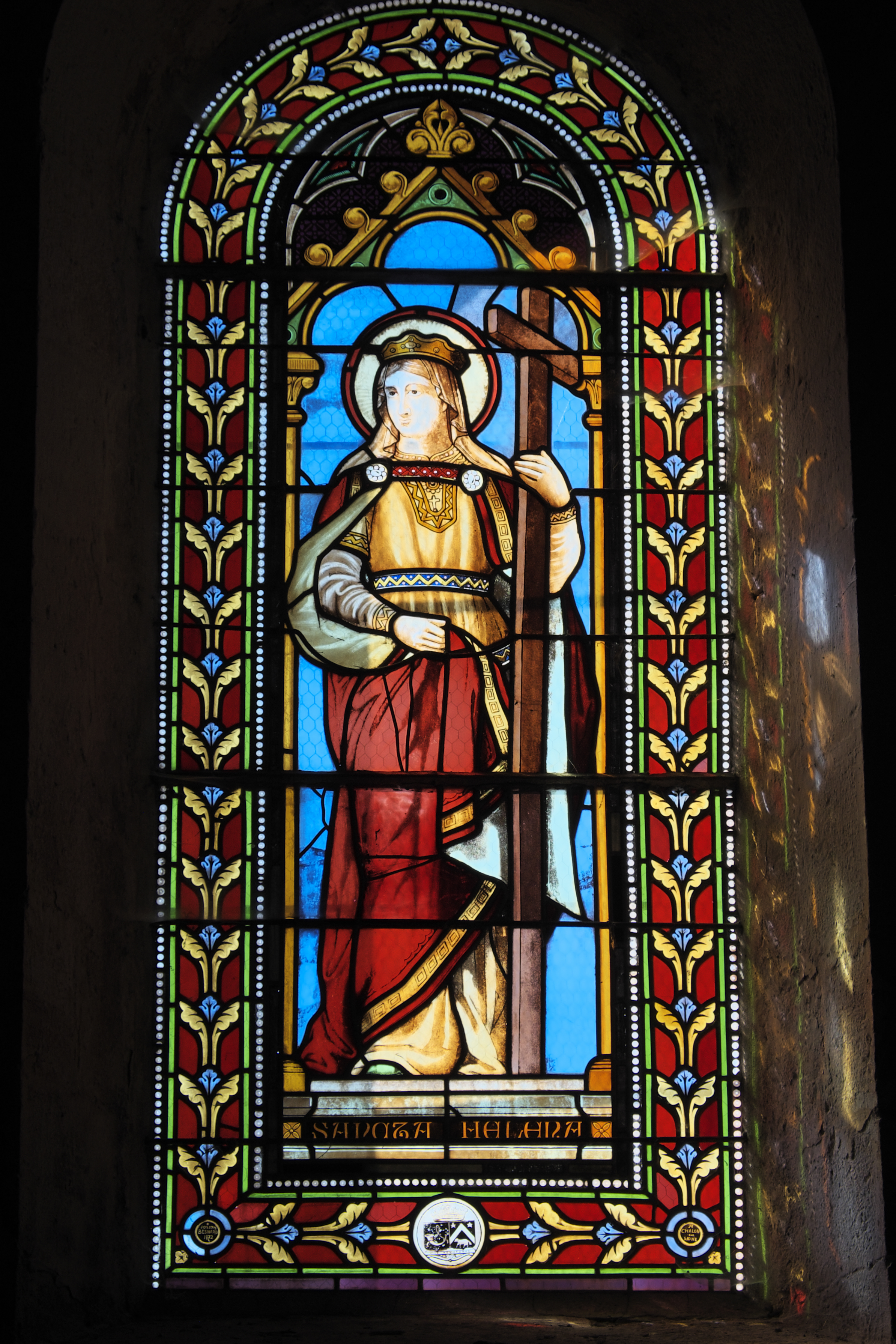
Heilige Helena
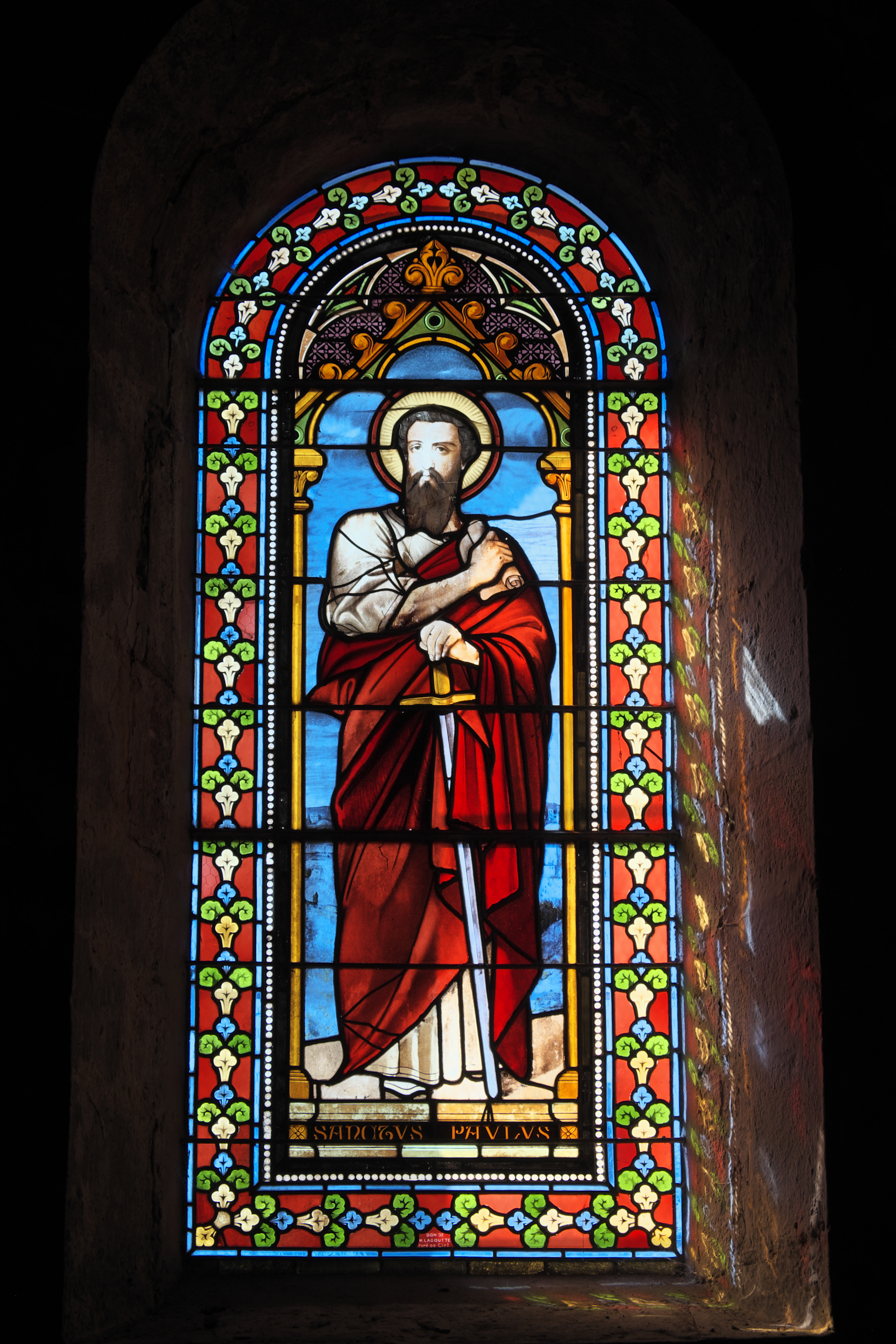
Apostel Paulus
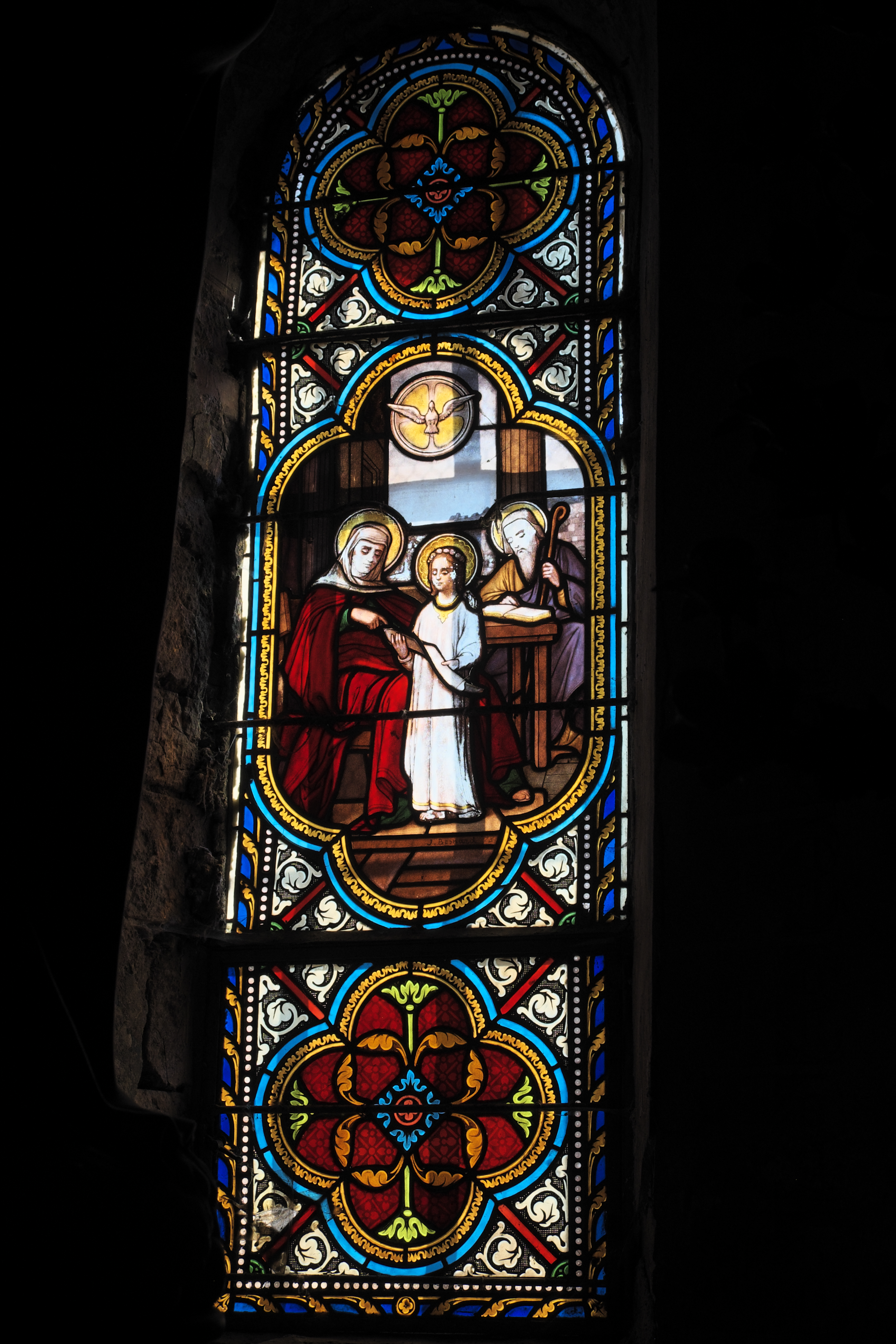
Unterweisung Mariens

## Liegefigur

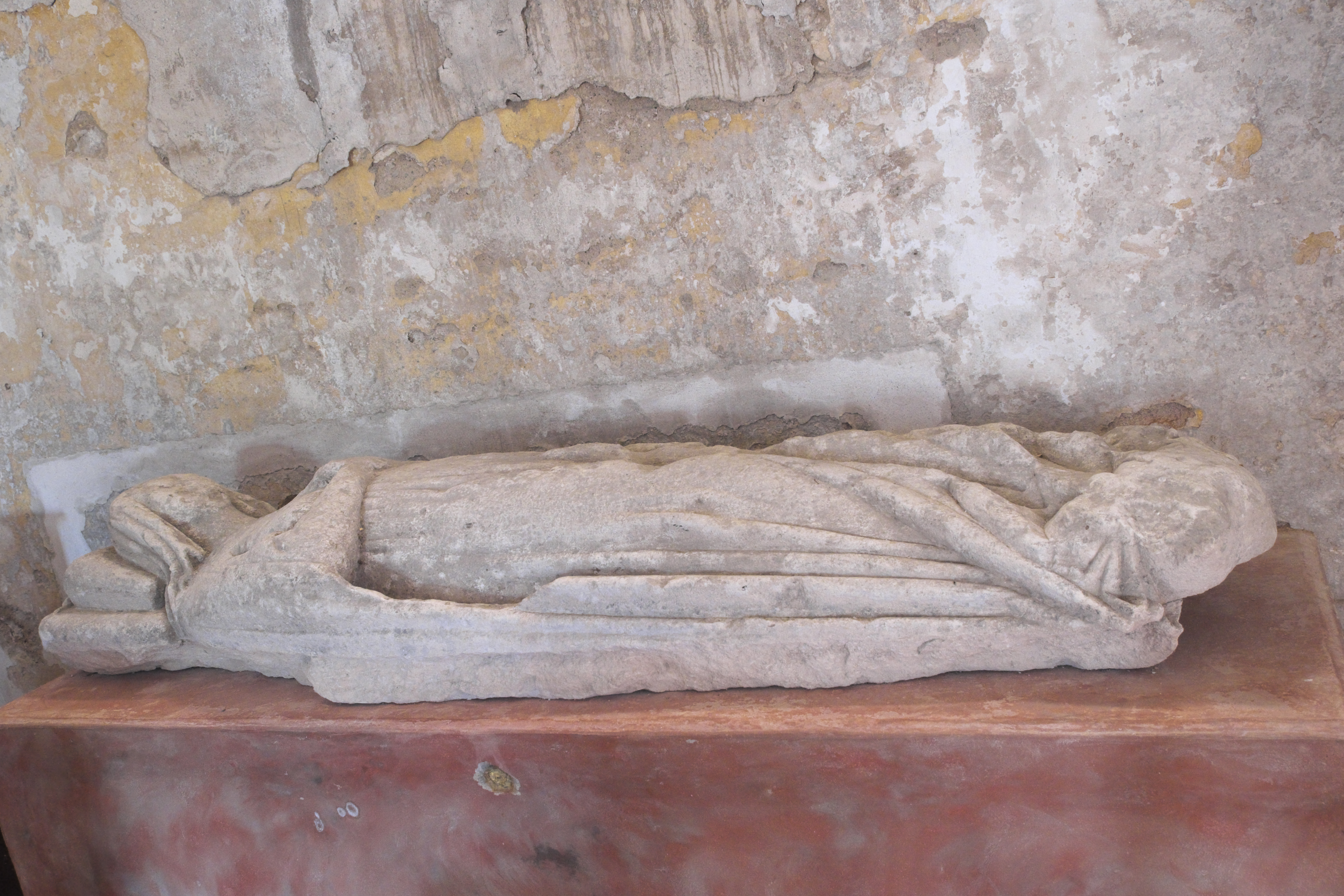
Liegefigur

In der Kirche wird eine steinerne Liegefigur aus dem 14. Jahrhundert aufbewahrt. Die Figur stellt Isabeau de Grancey dar, die Gemahlin von Guillaume de Verdun, die vor 1344 starb. Sie wird mit einem faltenreichen Gewand bekleidet und die Hände über ihrer Brust gefaltet dargestellt. Ihr Haupt ruht auf einem Kissen. Die Skulptur wurde im Jahr 1928 als Monument historique in die Liste der geschützten Objekte (Base Palissy) in Frankreich aufgenommen.